# 朱爾·博爾代
朱尔·让·巴蒂斯特·樊尚·博尔代（法語：Jules Jean Baptiste Vincent Bordet，法語發音：[ʒyl ʒɑ̃ batist vɛ̃sɑ̃ bɔʁdɛ]；1870年6月13日—1961年4月6日）比利时免疫學家與微生物學家。

## 生平
1870年出生於苏瓦尼，1906年他發現了百日咳桿菌（學名：Bordetella pertussis），此菌以他的姓氏命名。為1919年諾貝爾生理學或醫學獎的得主。